# دوناپاتای
دوناپاتای (به مجاری:  Dunapataj) یک منطقهٔ مسکونی در مجارستان است. دوناپاتای ۹۰٫۴۷ کیلومتر مربع مساحت و ۳٬۷۳۵ نفر جمعیت دارد.